# Font de Faig
Font de Faig és una masia del Brull (Osona) protegida com a Bé Cultural d'Interès Local.

## Descripció
Mas de petites dimensions situat al pendent assolellat. Té la façana principal orientada al sud, tot i que d'ençà de la darrera restauració es pot accedir des de tramuntana i des de ponent. La seva situació al pendent fa que consti de diferents nivells i de dos pisos. La coberta és de teula àrab a dues vessants. L'edifici és el resultat de l'annexió de dos cossos al volum original, situat a llevant. Presenta com a materials bàsics la pedra amb argamassa i la teula, tot i que per a la seva restauració s'ha utilitzat també el formigó i el totxo. El seu estat de conservació és bo.

## Història
Tot i que es tenen notícies documentals de l'existència del mas de la Font del Faig, altrament dit Mitjancera, ja al final de l'Edat Mitjana, l'edifici actual possiblement dati dels segles XVIII o XIX. Després d'un estat d'abandonament total, ha estat restaurat i reconvertit en casa de recés, essent ara propietat d'unes monges. La restauració ha estat poc respectuosa amb un mas que ja de per si no és excessivament bell: la barreja de materials moderns amb les velles pedres han fet del conjunt quelcom poc agraciat. Malgrat tot, es conserva perfectament, tot i que no és habitat regularment.